# 凯尔·基伦
凯尔·基伦（英語：Kyle Killen），他创造了FOX电视剧《孤独的星》以及NBC电视剧《异度觉醒》；他也作为编剧编写了电影《海狸先生》。